# Gustave Mutel
Gustave Mutel (Blumeray, 8 marzo 1854 – Seul, 22 gennaio 1933) è stato un arcivescovo cattolico e missionario francese.

## Biografia
Gustave Charles Marie Mutel nacque l'8 marzo 1854 a Blumeray in una famiglia di agricoltori. Iniziò gli studi presso il collegio di Joinville e in seguito entrò nel seminario minore di Langres. Frequentò successivamente il seminario delle missioni estere e completò gli studi a Roma nel 1877.

### Ministero sacerdotale
Fu ordinato presbitero il 24 febbraio 1877. Il 5 aprile seguente venne assegnato alla missione in Corea. Poiché nella Corea del tempo il cristianesimo era una religione malvista, perseguitata ferocemente e vietata ufficialmente, fu costretto a fermarsi prima in Manciuria e successivamente in Giappone. Durante questo periodo gli vennero affidate le indagini canoniche per la canonizzazione dei martiri coreani. Nel 1880 fece due tentativi di entrare clandestinamente nel paese riuscendoci alla seconda volta. Da quel momento dovette vivere e svolgere il suo lavoro di nascosto e spostandosi spesso.
Nel 1885 venne richiamato in Francia dove fu nominato professore di dogmatica e liturgia presso il seminario di Parigi delle missioni estere. Pochi anni dopo consigliò di inviare in missione in Corea il primo gruppo delle suore di Chartres, consiglio che fu approvato nel 1889.

### Ministero episcopale
Il 2 settembre 1890 papa Leone XIII lo nominò vicario apostolico di Corea assegnandogli la sede titolare di Milo. Ricevette l'ordinazione episcopale il 21 settembre successivo nella Chapelle Notre-Dame-de-la-Médaille-Miraculeuse de Paris per imposizione delle mani del cardinale François-Marie-Benjamin Richard.
Imbarcatosi a Marsiglia il 14 dicembre dello stesso anno arrivò a Seul il 23 febbraio dell'anno dopo, accolto con gioia dalla popolazione cattolica locale. Nel 1886 la Corea aveva ufficialmente aperto alla libertà e tolleranza nei confronti della religione cristiana, pertanto, al suo arrivo poté entrare nel paese senza rischi.
Fu una figura di grande importanza nella storia della Chiesa nella penisola coreana e durante gli anni del suo ministero vide crescere la Chiesa in numero e influenza sociale, ma avendo sempre la prudenza di non intervenire delle delicate problematiche politiche che il paese stava attraversando. Nel 1898 consacrò la cattedrale di Myeongdong e inaugurò il primo seminario a Seul, avendo particolare cura dell'istruzione dei seminaristi. Durante gli anni del suo ministero poté ordinare ben 64 nuovi presbiteri tutti coreani. Fondò numerose nuove parrocchie e le attività missionarie furono implementate dato il rapido crescere della popolazione cristiana.
Il 31 gennaio 1923 gli venne assegnata la sede titolare di Mopsuestia e tre anni dopo, l'11 gennaio 1926, fu elevato ad arcivescovo con l'assegnazione della sede di Raziaria.
Negli anni seguenti grazie al suo operato furono gettate le basi per la fondazione delle future diocesi di Pyongyang e di Hamhung, venne raccolta e studiata la documentazione per la beatificazione dei martiri coreani e nel 1931 convocò il primo sinodo coreano nel quale tra le altre disposizioni, ci fu la pubblicazione del primo catechismo coreano.
Resse il vicariato per 42 anni, morendo di polmonite a Seul il 22 gennaio 1933 all'età di 78 anni.

#### Valutazione storica
Gli ottimi risultati ottenuti nell'evangelizzazione della Corea portarono papa Pio X ad erigere il nuovo vicariato apostolico di Taiku (in seguito arcidiocesi di Daegu) l'8 aprile 1911 mentre il vicariato di Corea assunse il nome di vicariato di Seul. In quegli anni, tuttavia, la Corea era entrata in una gravissima crisi politica e sociale in quanto annessa al Giappone nel 1910. In tale pericoloso contesto, rimase sempre neutrale ed intervenendo solo durante manifeste ingiustizie nei confronti della popolazione.
Un caso molto significativo del suo operato durante gli anni della colonizzazione giapponese fu l'omicidio di Itō Hirobumi, primo ministro del Giappone al suo quarto mandato, da parte di un attivista indipendentista coreano cattolico, (Thomas) An Jung-geun. La neutralità del vescovo Mutel fu interpretata e giudicata da parte dei coreani generalmente in modo negativo. La sua fondamentale preoccupazione era la salvaguardia della popolazione cattolica coreana dalle possibili ritorsioni giapponesi. Durante la detenzione negli ultimi mesi di carcere prima di essere giustiziato per impiccagione, un prete francese, tale padre Nicolas Wilhelm, impartì l'Estrema Unzione al condannato, nonostante il vescovo Mutel avesse disposto il contrario. Per tale motivo, sospese padre Wilhelm per due mesi e condannò pubblicamente l'omicidio appellandosi al quinto comandamento.
Tale atto deluse profondamente la popolazione coreana cattolica e venne vista come prova dell'estraneità della religione cristiana alla cultura coreana da parte dei non credenti. Tuttavia, negli anni successivi il suo comportamento fu rivalutato e la sua reputazione ristabilita, in quanto il vescovo Mutel agì per protezione della popolazione coreana, assicurandosi con il formale gesto di condanna l'indulgenza dei giapponesi.

## Genealogia episcopale e successione apostolica
La genealogia episcopale è:
- Cardinale Scipione Rebiba
- Cardinale Giulio Antonio Santori
- Cardinale Girolamo Bernerio, O.P.
- Arcivescovo Galeazzo Sanvitale
- Cardinale Ludovico Ludovisi
- Cardinale Luigi Caetani
- Cardinale Ulderico Carpegna
- Cardinale Paluzzo Paluzzi Altieri degli Albertoni
- Papa Benedetto XIII
- Papa Benedetto XIV
- Papa Clemente XIII
- Cardinale Marcantonio Colonna
- Cardinale Giacinto Sigismondo Gerdil, B.
- Cardinale Giulio Maria della Somaglia
- Cardinale Carlo Odescalchi, S.I.
- Vescovo Eugène de Mazenod, O.M.I.
- Cardinale Joseph Hippolyte Guibert, O.M.I.
- Cardinale François-Marie-Benjamin Richard
- Arcivescovo Gustave Mutel, M.E.P.

La successione apostolica è:
- Vescovo Florian Demange, M.E.P. (1911)
- Vescovo Jean-Claude Combaz, M.E.P. (1912)
- Vescovo Émile Devred, M.E.P. (1921)
- Vescovo Bonifatius Sauer, O.S.B. (1921)
- Vescovo Auguste Gaspais, M.E.P. (1921)
- Vescovo Adrien-Joseph Larribeau, M.E.P. (1927)